# Classe La Maddalena
La classe La Maddalena era una serie di tre navi traghetto gemelle costruite nel 1966. Le tre unità, battezzate Arbatax, La Maddalena (dal 2017 Luigi Biggio),  e Teulada (dal 1993 al 2010 Bozava) sono state impiegate sin dall'entrata in servizio nei collegamenti con le isole minori sarde, inizialmente da Tirrenia di Navigazione, dal 1988 al 2016 da Saremar, e dal 2016 da Delcomar.

## Contesto
A metà degli anni '60 i collegamenti per le isole minori sarde effettuati dalla Tirrenia di Navigazione comprendevano le seguenti linee:
- Linea 11 - Palau - La Maddalena - Bonifacio
- Linea 11 bis - Palau - La Maddalena
- Linea 12 - Carloforte - Calasetta
- Linea 13 - Carloforte - Portovesme

Su questi collegamenti erano rimasti in servizio tre vecchi piroscafi (Luigi Rizzo, Gallura e Capo Sandalo) e il piccolo traghetto Maria Maddalena, in noleggio dalla Nav.Ar.Ma.. In sostituzione di queste unità, ormai abbondantemente inadeguate, furono ordinate alla Navalmeccanica di Castellammare di Stabia una nave traghetto di 631 tonnellate di stazza lorda (la Bonifacio), da destinare al collegamento per la Corsica, e tre unità gemelle più piccole, La Maddalena, Arbatax e Teulada, pensate per le altre linee. Le navi furono le prime di tipo ro-ro in servizio per la Tirrenia, precedendo di pochi anni i traghetti di classe Regione e classe Poeta.

## Caratteristiche
Le unità della classe possono trasportare un massimo di 350 passeggeri, i quali hanno a disposizione, durante le brevi traversate, un bar posto sul ponte di comando; a bordo sono inoltre presenti diverse sale posizionate sul ponte superiore e sul ponte copertino, con un totale di 180 posti a sedere. Le navi possono trasportare alternativamente tre semirimorchi da 12 metri e 12 automobili o 33 automobili; i mezzi gommati possono essere imbarcati e sbarcati da due portelloni, uno a prua e l'altro a poppa.
La propulsione è assicurata da due propulsori Voith-Schneider, posizionati a prua e a poppa e mossi da due motori Diesel Ansaldo 326 S, con una potenza complessiva di 1600 cavalli. Le navi hanno una velocità di servizio di 12 nodi.

## Servizio
La prima unità della classe fu il La Maddalena, impostato al cantiere navale di Castellammare di Stabia il 15 luglio 1965. Il traghetto fu varato il 12 febbraio 1966 e, dopo le prove in mare, fu consegnato alla Tirrenia il 10 marzo 1966 ed entrò in servizio sei giorni dopo tra Palau e La Maddalena. Seguirono l'Arbatax e il Teulada, che furono entrambi varati a novembre 1965 e consegnati nell'aprile dell'anno seguente, venendo destinati alle linee Carloforte - Calasetta e Carloforte - Portovesme.
Nel 1988 le navi furono assegnate alla neonata compagnia regionale Saremar, rimanendo in servizio sui collegamenti con le isole minori sarde, principalmente con l'Isola di San Pietro.
Il Teulada venne ceduto nel 1993 dalla Saremar alla compagnia di navigazione croata Jadrolinija, venendo ribattezzata Bozava; fu poi demolita nel 2010. Le altre due unità rimasero in servizio per la Saremar fino all'aprile 2016, quando, in seguito al fallimento della compagnia regionale sarda, furono acquisite dalla Delcomar. 
Nel 2017 il La Maddalena fu rinominato Luigi Biggio rimanendo in servizio per la Delcomar fino alla sua demolizione avvenuta nel novembre 2023. Ad aprile del 2024 viene venduta per la demolizione ad Aliağa anche l'Arbatax, l'ultima nave della classe rimasta.

## Unità della classe
| Nome         | Immagine | Entrata in servizio | Rotta | Numero IMO | Note                                                   |
| ------------ | -------- | ------------------- | ----- | ---------- | ------------------------------------------------------ |
| Luigi Biggio |          | 15 marzo 1966       |       | 6607094    | Già La Maddalena. Demolita ad Aliağa nel novembre 2023 |
| Arbatax      |          | 16 aprile 1966      |       | 6601088    | Venduta per la demolizione ad aprile 2024 ad Aliağa    |
| Teulada      |          | maggio 1966         |       | 6601569    | Demolita ad Aliağa nel 2010                            |